# 費南多-佩德羅薩
費南多-佩德羅薩是巴西北大河州的一个市镇。总面积322.54平方公里，总人口2545人，人口密度7.9人/平方公里。